# Лагунілья-дель-Хубера
Лагунілья-дель-Хубера (ісп. Lagunilla del Jubera) — муніципалітет в Іспанії, у складі автономної спільноти Ла-Ріоха. Населення — 334 осіб (2009).
Муніципалітет розташований на відстані близько 240 км на північний схід від Мадрида, 17 км на південний схід від Логроньйо.

## Демографія
Динаміка населення (INE ):

## Галерея зображень

Розташування муніципалітету